# لغة إلصاقية
اللغات الإلصاقية من اللغات التركيبية [الإنجليزية] التي تتميز بثبات المرفيمات المكونة لكلماتها.

## أمثلة
- اللغات الأتراكية
- اللغات المنغولية
- اللغة الأمازيغية
- اللغة الكورية
- اللغة القازاقية
- اللغة اليابانية